# Репрезентација Италије у хокеју на леду
Репрезентација Италије у хокеју на леду је хокејашки тим Италије и под контролом је Федерације спортова на леду Италије. Репрезентација се међународно такмичи од 1924. године.
Најбољи пласман репрезентације Италије на Светском првенству је било четврто место на Светском првенству 1953. године. На Олимпијским играма учествовали су девет пута. Највећи успех им је било седмо место 1956. године.

## Историјат
Прва утакмица за италијанску репрезентацију у хокеју на леду била је пријатељски меч против Шведске у Милану, 14. марта 1924. године. Поражени су 1:7, али је хокеја на леду у Италији тада био у својим почецима (прво италијанско првенство биће одржано тек у марту 1925. године). Наредног дана започело је, такође у Милану, Европско првенство у хокеју на леду: још два пораза, 0-12 против Француске и 0:4 против Белгије. Репрезентација се поново појавила на наредном Европском првенству, 1926. године у Давосу, где је остварила свој први позитиван резултат: нерешено 2:2 против Шпаније.
Прва победа је дошла 1929. године, поново на Европском првенству: 28. јануара репрезентација је у Будимпешти победила домаћина Мађарску резултатом 2:1 након продужетака.
Прво учешће на Светском првенству било је 1930. године (одмах су елиминисани од Мађарске), док је прво учешће на Олимпијским играма било 1936. године, на играма у Гармиш-Партенкирхену, где су заузели девето место. Најбољи пласман на Олимпијским играма им је 7. место 1956. године у Кортини д’Ампецо. На Светском првенству најбољи пласман је 6. место 1994. године.
На Светском првенству у хокеју 2005. године, освојила је „Б“ групу Прве дивизије и пласирала се у највиши ранг такмичења. На Зимским олимпијским играма 2006. године у Торину учествовала је као домаћин. Завршила је на претпоследњем, 11. месту. На Светском првенству 2006. године испунила је свој главни циљ, обезбедивши опстанак, и укупно заузела 14. место. Из елитне топ дивизије испала је на Светском првенству 2008. године. Од тада, наизменично учествује у елитној дивизији и дивизији I.

## Резултати

### Олимпијске игре
- 1936 − 9. место
- 1948 − 8. место
- 1956 − 7. место
- 1964 − 15. место
- 1984 − 9. место
- 1992 − 12. место
- 1994 − 9. место
- 1998 − 12. место
- 2006 − 11. место

### Светско првенство
| - 1930. − 10. место - 1931. − нису учествовали - 1933. − 11. место - 1934. − 9. место - 1935. − 7. место - 1936. − 9. место - 1937. − Нису се такмичили - 1938. − Нису се такмичили - 1939. − 9. место - 1947. − Нису се такмичили - 1948. − 8. место - 1949. − Нису се такмичили - 1950. − Нису се такмичили - 1951. − 8. место (1. место, група Б) - 1952. − 12. место (3. место, група Б) - 1953. − 4. место (1. место, група Б) - 1954. − Нису се такмичили - 1955. − 10. место (1. место, група Б) - 1956. − 7. место - 1957. − Нису се такмичили - 1958. − Нису се такмичили - 1959. − 8. место - 1960. − Нису се такмичили - 1961. − 12. место (4. место, група Б) - 1962. − Нису се такмичили - 1963. − Нису се такмичили - 1964. − 15. место (7. место, група Б) - 1965. − Квалификациона рунда - 1966. − 17. место (1. место, група Ц) | - 1967. − 13. место (5. место, група Б) - 1968. − Нису се такмичили - 1969. − 14. место (8. место, група Б) - 1970. − 16. место (2. место, група Ц) - 1971. − 14. место (8. место, група Б) - 1972. − 15. место (2. место, група Ц) - 1973. − 14. место (8. место, група Б) - 1974. − 16. место (2. место, група Ц) - 1975. − 13. место (7. место, група Б) - 1976. − 13. место (7. место, група Б) - 1977. − 18. место (1. место, група Ц) - 1978. − 15. место (7. место, група Б) - 1979. − 20. место (2. место, група Ц) - 1981. − 9. место (1. место, група Б) - 1982. − 7. место - 1983. − 8. место - 1985. − 11. место (3. место, група Б) - 1986. − 9. место (2. место, група Б) - 1987. − 14. место (6. место, група Б) - 1989. − 10. место (2. место, група Б) - 1990. − 10. место (2. место, група Б) - 1991. − 9. место (1. место, група Б) - 1992. − 9. место - 1993. − 8. место - 1994. − 6. место - 1995. − 7. место - 1996. − 7. место - 1997. − 8. место - 1998. − 10. место | - 1999. − 13. место - 2000. − 12. место - 2001. − 12. место - 2002. − 15. место - 2003. - 23. место (4. у Дивизији I, Група Б) - 2004. - 19. место (2. у Дивизији I, Група Б) - 2005. - 18. место (1. у Дивизији I, Група Б) - 2006. − 14. место - 2007. − 12. место - 2008. − 16. место - 2009. - 18. место (1. у Дивизији I, Група Б) - 2010. − 15. место - 2011. - 18. место (1. у Дивизији I, Група А) - 2012. − 15. место - 2013. - 18. место (2. у Дивизији I, Група А) - 2014. − 15. место {пад}} - 2015. - 21. место (5. у Дивизији I, Група А) - 2016. - 18. место (2. у Дивизији I, Група А) - 2017. − 16. место - 2018. - 18. место (2. у Дивизији I, Група А) - 2019. − 14. место - 2020. − Отказано због Пандемије ковида 19 - 2021. − 16. место - 2022. − 15. место - 2023. - 19. место (3. у Дивизији I, Група А) - 2024. - 19. место (3. у Дивизији I, Група А) - 2025. - 18. место (2. у Дивизији I, Група А) |